# Adolph Bachmann
Adolph Bachmann (Dübendorf, 24 maggio 1890 – ...) è stato un calciatore svizzero, di ruolo attaccante.
Fu fratello minore di Heinrich Bachmann, anch'egli giocatore del Torino.